# Lago Beyşehir
O lago Beyşehir (em turco:  Beyşehir Gölü; antigamente designado Cáralis (em grego clássico: Κάραλλις/Κάραλις; romaniz.: Cáral(l)is) é um lago de água doce nas províncias de Isparta e Cónia, no sudoeste da Anatólia, na Turquia. É o terceiro maior lago da Turquia em área, e o maior de água doce no país, estendendo-se por uma área de 650 km², com aproximadamente 45 km de comprimento por 20 km de largura. Tem o mesmo nome da principal cidade da região, Beyşehir. Na Antiguidade, Estrabão incluiu-o, na sua Geografia, na região da Isáuria. O Dictionary of Greek and Roman Geography inclui a sua antiga toponímia como Cáralis.
O lago, a 1115 m de altitude, é alimentado por linhas de água vindas das montanhas Sultan (que separa o Lago Beyşehir da Anatólia Central e fica a cerca de 100 km) e das montanhas Anamas. O nível da água no lago varia de ano para ano e de estação para estação. O lago Beyşehir é usado para irrigação, e está integrado num parque nacional, o Parque Nacional do Lago Beyşehir. O lago tem 32 ilhas de dimensões variadas, pois variam conforme o nível da água, e é um local importante para nidificação de aves. A máxima profundidade é 10 m.
Na parte oeste do lago, a costa é íngreme e alta, com a planície de Yenişar a estender-se em áreas onde as costas íngremes são interrompidas. As costas que cercam o sul e o leste são baixas. Por trás dessas margens ligeiramente inclinadas, as planícies de Yeşildağ e Kıreli ficam a leste. No lago e seus arredores é permitida a pesca, caminhadas, ciclismo e outras atividades em áreas adequadas para esportes radicais.
O lago também possui uma história interessante, pois a região onde se encontra era governada por hititas, frísios, lídios, persas e bizantinos. Finalmente, os seljúcidas da Anatólia conquistaram a área em 1076 e, desde então, está sob o domínio dos turcos. Os restos do Palácio Kubadabad remontam aos Seljúcidas e são encontrados na Ilha Kizkalesi, a 3 km da costa, perto da vila Yenisarbademli.